# Eremo di San Michele Arcangelo (Pescocostanzo)
L'eremo di San Michele Arcangelo è un edificio religioso che si trova nel comune di Pescocostanzo, alle pendici del monte Pizzalto, all'interno del parco nazionale della Maiella.

## Storia
Situato alle pendici del monte Pizzalto, lungo l'altopiano del Quarto Grande, ad una quota di 1266 m s.l.m., in età classica era consacrato ad Ercole, ma, a seguito della conversione al cristianesimo, fu devoluto a san Michele Arcangelo. Documentato per la prima volta in una bolla pontificia del 1183 di papa Lucio III, nel 1536 venne utilizzato come lavatoio dalle donne della vicina Pescocostanzo e durante la seconda guerra mondiale come base militare dai tedeschi. L'edificio fu restaurato nel 1598, come testimonia la scritta incisa sull'architrave del portale.

## Descrizione

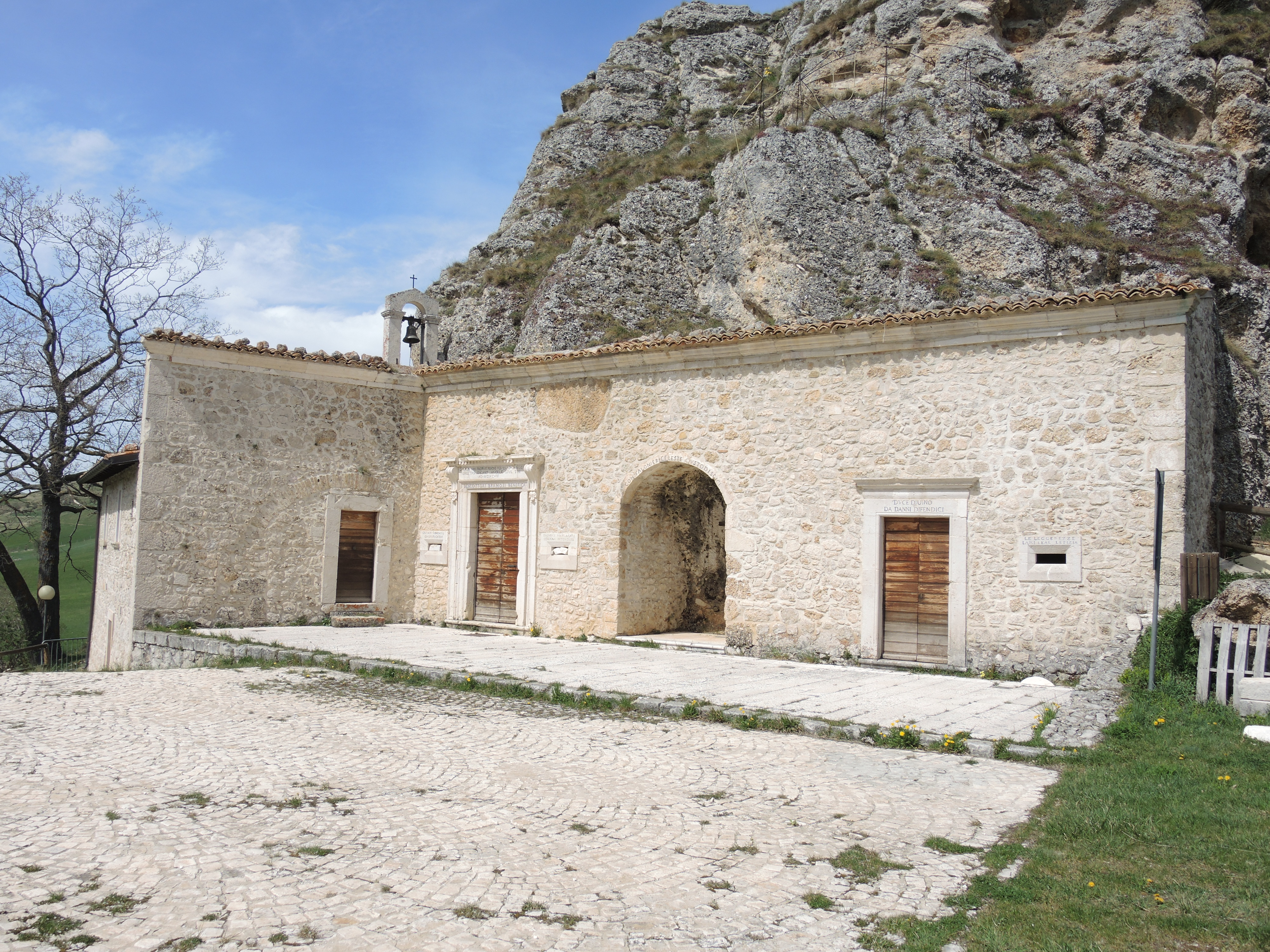
Veduta esterna dell'eremo

L'eremo si compone della chiesa di culto e di una zona utilizzata a scopo abitativo, poste ad angolo e scavate nella roccia. Sul lato di maggiori dimensioni, dedicato al culto, vi sono delle piccole aperture a strombo e due porte, delle quali quella maggiore, a sinistra, porta alla chiesa, mentre quella minore, a destra, conduce alla cappella funebre dei Ricciardelli, una famiglia nobile di Pescocostanzo; vi è altresì una nicchia con arco a tutto sesto tra le due porte che presenta alcune iscrizioni, una delle quali ne ricorda il restauro del 1598. Al suo interno la chiesa presenta una volta rocciosa e una pavimentazione in pietra che termina con una balaustra intagliata, anch'essa in pietra; nell'ambiente vi sono una piccola colonna, posta all'ingresso, e i resti dell'altare, con una vicina nicchia che conteneva la statua in pietra del santo, conservata nella chiesa della Madonna del Rosario, e delle lastre decorative in marmo.
L'area abitativa, utilizzata in passato come ricovero dai pastori impegnati nella transumanza, si sviluppa su due piani, composti entrambi da due stanze comunicanti. Il piano superiore è posto sullo stesso livello della chiesa e presenta una volta a botte, i resti di un sedile in pietra, una nicchia rotonda e due finestre a strombo, mentre il piano inferiore, accessibile mediante o una botola o una porta, contiene un'unica finestra e la volta piana e, a differenza di quello superiore, non è scavato nella roccia.